# 3721 Widorn
A 3721 Widorn (ideiglenes jelöléssel 1982 TU) a Naprendszer kisbolygóövében található aszteroida. Edward L. G. Bowell fedezte fel 1982. október 13-án.